# Средња школа „Свети Сава” Београд
Средња школа „Свети Сава” је средња стручна школа у четворогодишњем трајању. Налази се у центру Београда, у Дечанској 8, на општини Стари град. Образовни профили представљени у школи: Гимназија (ИТ гимназија, филолошки, општи и социјално-језички курс), медицинска сестра — сестра-техничар, сестра-васпитач, педијатријска медицинска сестра, Фармацеутски техничар, Физиотерапеутски техничар, козметички техничар. Школа тренутно има више од 400 ученика.

## Сарадња са другим образовним институцијама
Школа сарађује са разним медицинским установама, између осталих КБЦ „Звездара”, Апотеке „Београд”, где се обавља практична обука.

## Могућности школовања
Поред могућности редовног образовања, доступне су и могућности ванредног школовања, преквалификације, доквалификације и нострификације. Наставу изводе професори и медицински радници у прикладно опремљеним кабинетима.

## Галерија
- Средња школа „Свети Сава”.
- Табла са натписом.